# Hold On Pain Ends
Hold On Pain Ends è il quarto album in studio del gruppo musicale statunitense The Color Morale, pubblicato il 2 settembre 2014 dalla Fearless Records.

## Tracce
Testi di Garret Rapp, musiche dei The Color Morale.
1. Damnaged – 3:18
2. Outer Demons – 3:34
3. Prey for Me – 3:36
4. Lifeline (Left to Write) – 3:32
5. Scar Issue – 3:10
6. Suicide; Stigma (feat. Dave Stephens) – 3:40
7. The Ones Forgotten by the One Forgetting – 2:08
8. Developing Negative (feat. Craig Owens) – 4:36
9. Is Happiness a Mediocre Sin? – 3:21
10. Between You and Eye – 4:16
11. Throw Your Roses – 4:04
12. Hold On Pain Ends – 4:57

## Formazione
The Color Morale
- Garret Rapp – voce
- Devin King – chitarra solista
- Aaron Saunders – chitarra ritmica, voce secondaria
- Mike Honson – basso, cori
- Steve Carey – batteria, percussioni

Altri musicisti
- Craig Owens – voce in Developing Negative
- Dave Stephen – voce in Suicide; Stigma

Cori aggiuntivi
- Pepe Acevedo, Luis Aceves, Christian Alexander, Anthony Arevelo, Manuel Beltran, Abigail Birchfield, Kristin Biskup, Aldo Elizalde, Mark Fuentes, Emma Gadbois, Clayton Garrison, Jonathan Gonzalez, Michael Kelley, Lynn Kelly, Ashlie Mackenzie, Lorraine Marquez, Alyson Meikle, Autumn Nichole, Aaron Reed, Richard Rodriguez, Abby Schatz, Robert Weidner, Sal Torres e Katrina Wolf

Produzione
- Mike Green – produzione
- Courtney Ballard – produzione
- Aaron Saunders – pre-produzione
- Courtney Ballard – ingegneria del suono
- Jacob Bautista – ingegneria del suono
- Devon Corey – ingegneria del suono
- Kyle Black – missaggio

## Classifiche
| Classifica (2014)         | Posizione massima |
| ------------------------- | ----------------- |
| Stati Uniti               | 28                |
| Stati Uniti (digital)     | 25                |
| Stati Uniti (independent) | 6                 |
| Stati Uniti (alternative) | 2                 |
| Stati Uniti (hard rock)   | 1                 |
| Stati Uniti (rock)        | 5                 |